# Lepidoblepharis duolepis
Lepidoblepharis duolepis — вид геконоподібних ящірок родини Sphaerodactylidae. Ендемік Колумбії.

## Поширення і екологія
Lepidoblepharis duolepis мешкають в горах Західного і Центрального хребтів Колумбійських Анд в департаментах Каука, Вальє-дель-Каука, Рисаральда, Кіндіо і Антіокія. Вони живуть в гірських тропічних лісах, серед опалого листя, під камінням і поваленими деревами. Зустрічаються на висоті від 1200 до 2000 м над рівнем моря.